# Tvrdkov
Tvrdkov (niem. Pürkau) – gmina w Czechach, w powiecie Bruntál, w kraju morawsko-śląskim. Według danych z dnia 1 stycznia 2012 liczyła 226 mieszkańców.
Dzieli się na trzy części:
- Mirotínek
- Ruda
- Tvrdkov

W miejscowości znajduje się "Polské kameny" upamiętniające śmierć polskich żołnierzy w walce ze Szwedami.